# Podstawy Wsparcia Wspólnoty
Podstawy Wsparcia Wspólnoty (PWW) jest to dokument przyjęty przez  Komisję Europejską po porozumieniu się z danym państwem członkowskim i dokonaniu oceny merytorycznej  Narodowego Planu Rozwoju. Dokument ten zawiera różnego rodzaju strategie i priorytety w jaki sposób działać powinny  Fundusze Strukturalne, a w jaki dane państwo członkowskie. Wyszczególnione są tam wielkości przyznanych wkładów Funduszy jak i drugich środków finansowych oraz ich cele szczegółowe. Zgodnie z przyjętą regułą dokument ten powinien być podzielony na mniejsze priorytetowe zadania wdrażane za pomocą jednego lub kilku programów operacyjnych.
W Polsce  dokument Podstaw Wsparcia Wspólnoty został przyjęty Decyzją Komisji z 22 czerwca 2004. Określa:
- diagnozę społeczno-gospodarczą Polski
- wymaganą wielkość środków krajowych, które to przeznaczane są na zrealizowanie celów Narodowego Planu Rozwoju
- kierunki i wielkość wsparcia finansowego pochodzącego z funduszy strukturalnych
- zasady korzystania z funduszy strukturalnych
- sposób zarządzania i wdrażania programów operacyjnych
- charakter i czas trwania programów operacyjnych

Konstrukcją przypomina on Narodowy Program Rozwoju i jest akceptacją planu polityki regionalnej określonej w nim w latach 2004–2006. W zakresie rozwoju zasobów ludzkich, pomoc objęta Podstawami Wsparcia Wspólnoty realizowana jest w oparciu o Sektorowy Program Operacyjny Rozwój Zasobów Ludzkich (SPORZL) oraz  Zintegrowany Pogram Operacyjny Rozwoju Regionalnego(ZPORR). Program Wsparcia Wspólnoty jest też pewnego rodzaju formalnym potwierdzeniem zobowiązania  UE do lokowania środków unijnych jako wkładu Wspólnoty w realizację polityki regionalnej w Polsce.